# Janja (rijeka)
Janja je rijeka u BiH, lijeva pritoka Drine. Janja izvire istočno od Tuzle, nedaleko od sela Seljublja, na sjevernim padinama planine Majevice. Teče kroz Bosnu i Hercegovinu, svom svojom dužinom. 
U Drinu se uliva u bijeljinskom selu/naselju Janja. Rijeka je duga 59.2 km. Najvećim dijelom teče kroz općinu Ugljevik.